# Iannis Xenakis
Iannis Xenakis (in greco Ιάννης Ξενάκης?, AFI: [ˈʝanis kseˈnacis]; Brăila, 29 maggio 1922 – Parigi, 4 febbraio 2001) è stato un compositore, ingegnere e architetto greco naturalizzato francese.
Per la rilevanza del suo lavoro teorico e compositivo, viene annoverato tra le figure più rappresentative tra i compositori della seconda parte del Novecento.

## Biografia

### Primi anni
Nato a Brăila, in Romania, da genitori greci, all'età di 10 anni si trasferì con la famiglia in Grecia, dove in seguito iniziò gli studi di architettura e ingegneria ad Atene. Interruppe i suoi studi nel 1941, a causa dell'invasione del suo paese da parte dei nazisti.
Prese parte alla Resistenza durante la Seconda guerra mondiale e nella prima fase della guerra civile greca in qualità di membro della compagnia di studenti Lord Byron dell'Esercito popolare greco di liberazione (ΕΛΑΣ - Ellinikós Laïkós Apeleftherotikós Stratós). Nel 1945 fu ferito al volto dall'esplosione di un obice, riportando gravissime lesioni che lo lasciarono semisfigurato causandogli anche la perdita di un occhio.
Nel 1946 poté terminare gli studi ed ottenere il titolo di ingegnere, ma in seguito alle sue attività politiche durante la guerra fu duramente perseguitato (in seguito verrà perfino condannato a morte), ragion per cui decise di emigrare: grazie ad un passaporto falso riuscì ad arrivare in Francia nel 1947.

### Parigi
Stabilitosi a Parigi, nel 1948 iniziò a lavorare per lo studio del famoso architetto Le Corbusier, in qualità di ingegnere. Incominciò ben presto a collaborare alla progettazione di varie opere importanti in cui lo studio era impegnato in quel periodo, come le unità abitative di Nantes (1949) e di Briey-en-Forêt, il Centro culturale di Baghdad (1957), il convento di La Tourette (1953) ed il famoso Padiglione Philips per la Fiera di Bruxelles (1958), che fu sede della prima esecuzione del Poème Électronique di Edgard Varèse. La struttura del Padiglione in effetti era basata sulle stesse concezioni formali che Xenakis aveva già utilizzato nel suo brano Metastaseis, da lui composto quattro anni prima. La natura "duale" di queste opere ("Metastaseis" ed il Padiglione Philips) è un esempio della teoria meta-artistica di Xenakis, secondo la quale un'espressione artistica basata su un calcolo matematico può essere realizzata indifferentemente dal tipo di media utilizzato.
Fu poco dopo l'arrivo a Parigi che Xenakis cominciò i suoi studi di composizione, inizialmente sotto la guida di Arthur Honegger e Darius Milhaud, con i quali, tuttavia, ebbe rapporti non facili e si trovò ben presto in conflitto riguardo ai loro metodi didattici. A partire dal 1951 fu allievo di Olivier Messiaen, di cui seguì assiduamente i corsi di analisi presso il Conservatorio Superiore di Parigi. Ebbe così modo di accrescere la propria consapevolezza, assieme alle capacità tecniche compositive, al punto che in breve tempo iniziò ad applicare i concetti matematici e architettonici sviluppati nello studio di Le Corbusier con del materiale prettamente musicale, indirizzo questo molto caldeggiato da Messiaen stesso.

### Carriera internazionale
Nel 1955 il direttore d'orchestra Hans Rosbaud diresse la prima esecuzione del suo brano Metastaseis al Festival di Donaueschingen; questo brano e quelli immediatamente successivi (Phitoprakta del 1956 e Achorripsis del 1957), assieme agli articoli che Xenakis pubblicò su "Gravesaner Blätter", la rivista di musicologia diretta da Hermann Scherchen, diedero a Xenakis una notorietà internazionale, che finalmente gli permise di dedicarsi esclusivamente e totalmente alla composizione.
Nel 1963 pubblicò il volume Musiques Formelles (in seguito rivisto ed ampliato nel 1971 e nel 1990), una raccolta di suoi saggi sulle sue idee musicali e sulle sue personali tecniche compositive.
Da pioniere dell'uso del computer nell'ambito della "composizione algoritmica", Xenakis fondò nel 1966 il CEMAMu (Centre d'Études de Mathématique et Automatique Musicales), istituto dedicato allo studio dell'applicazione informatica nella musica, dove successivamente ha concepito e sviluppato il sistema UPIC, che permette la realizzazione sonora diretta della notazione grafica di forme geometriche. Fondò inoltre un istituto dagli intenti simili presso l'Indiana University a Bloomington (Stati Uniti).
Dal 1975 al 1978 fu professore di composizione al Gresham College di Londra, dove tenne anche numerose conferenze pubbliche.
Colpito dalla malattia di Alzheimer, Iannis Xenakis si spense a Parigi nel 2001.

## La sua musica
Il notevole corpus delle opere di Iannis Xenakis comprende lavori per organici sempre molto differenziati, che vanno dallo strumento solo al gruppo da camera, dal quartetto d'archi alla grande orchestra, dal gruppo di voci sole fino alle composizioni per nastro magnetico. 

Nonostante nella musica di Xenakis siano fondamentali i collegamenti con la matematica e l'architettura, l'autore, pur utilizzando delle procedure che avrebbero potuto fare delle sue opere delle produzioni totalmente disumanizzate, riesce a proporre una musica molto spesso decisamente lirica, talora addirittura commovente (si vedano soprattutto le sue ultime opere, per le quali, vista la loro volontaria semplicità, la critica le ha messe in relazione alle ultime opere di Franz Liszt).
Ai suoi esperimenti con i nastri magnetici si deve lo sviluppo della tecnica della sintesi granulare.

### Musica e architettura
Nel 1953 - 1954 Xenakis compone Metastaseis per orchestra (61 strumenti); è storicamente la prima volta che una composizione musicale viene interamente dedotta da regole e processi matematici. Per il compositore, si tratta qui di mettere in pratica una relazione diretta tra musica e architettura, una combinazione certo abbastanza inedita, ma che per l'assistente di Le Corbusier è del tutto naturale.
Successivamente Xenakis metterà a profitto questa combinazione, utilizzando analoghe regole di costruzione nell'elaborazione dei piani per il Padiglione Philips, per l'Esposizione Universale di Bruxelles nel 1958. All'interno del padiglione, nell'ambito del futuribile spettacolo multimediale allestito da Le Corbusier, grazie ad una serie di altoparlanti verranno diffuse opere di Edgard Varèse (Poème électronique) e di Xenakis stesso (Concret PH). All'epoca di cui si parla (metà degli anni cinquanta), una tale intrusione del pensiero matematico nell'elaborazione formale non può ancora beneficiare dell'aiuto del computer per elaborare le proprie rappresentazioni.

### Musica stocastica
Nel 1956 Xenakis pubblica una teoria della musica stocastica, la quale si appoggia tra l'altro sulla Teoria dei giochi di John von Neumann. L'alea diventa in questo contesto molto di più di un semplice "caso"; al contrario di quanto succede con Boulez (Terza sonata per pianoforte, o in altre coeve opere "aperte"), o con John Cage e le sue "rinunce", per Xenakis la probabilità è interamente calcolata, le regole vengono rese esplicite (vedi Achorripsis oppure ST/10-1 nel 1961). Il processo globale è interamente prevedibile, anche se gli avvenimenti che lo compongono sono aleatori. Con questa filosofia compositiva, Xenakis cerca di avvicinarsi ai fenomeni biologici ed agli avvenimenti naturali del mondo vivente.
I suoi primi brani elettronici basati su strutture stocastiche appaiono nel 1957 con la composizione Diamorphoses. Per la prima volta, le sue teorie ebbero il beneficio di un sostegno tecnologico grazie ad un computer IBM. Fu inoltre il suo primo brano scritto al GRM (Groupe de recherches musicales), un centro di ricerca e produzione di musica elettroacustica fondato a Parigi da Pierre Schaeffer.

### Musica e spazi
Con i vari Polytope (spettacoli di luci e suoni proposti in diversi luoghi dal 1967 al 1978), e successivamente con il
Diatope (realizzato per l'inaugurazione del Centre Pompidou di Parigi) Xenakis ritorna al concetto, a lui molto caro, del matrimonio tra architettura e musica. I Polytope ed il Diatope (titoli di evidente origine matematica) sono stati frutto di un tentativo di riunire le differenti dimensioni spaziali particolari proprie all'arte del suono con quelle, più abituali, delle arti visive, con il fondamentale contributo delle esperienze e gli studi legati alla propriocezione.

### Automi cellulari
Xenakis è stato anche tra i primi compositori ad impiegare gli automi cellulari; il primo esempio citato in letteratura riguarda Horos, composizione per orchestra del 1986, in cui gli automi cellulari vengono usati per la produzione di progressioni armoniche e combinazioni timbriche. A tal riguardo ha scritto lo stesso Xenakis nell'edizione americana del 1992 di Musiques formelles:
(Iannis Xenakis, Formalized music, 1992)

## Opere scelte
- Metastasis (Metastaseis B) (1953-1954), per orchestra di 61 esecutori
- Pithoprakta (1955-1956), per orchestra di 50 esecutori
- Achorripsis (1956-1957), per 21 esecutori
- Diamorphoses (1957), per nastro magnetico
- Concret PH (1958), per nastro magnetico
- Eonta (1963), per pianoforte e cinque ottoni
- Oresteïa (1965-1966), su testi di Eschilo, suite per voci bianche, coro misto (con accessori musicali) e 12 esecutori
- Terretektorh (1965-1966), per 88 esecutori disposti nello spazio
- Medea (1967), musica di scena su testi di Seneca, per coro maschile e cinque esecutori
- Nomos Alpha (1966), per violoncello solo
- Polytope de Montréal (1967), spettacolo di luci e suoni per quattro orchestre di 15 esecutori ciascuna
- Nuits (1967), su testi in lingua sumera, assira, micenea ed altri fonemi, per 12 voci miste soliste (o coro misto)
- Nomos Gamma (1967-1968), per 98 esecutori disposti nello spazio
- Anaktoria (1969), per 8 strumenti
- Kraanerg (1968-1969), musica per balletto, per orchestra e nastro magnetico a quattro canali
- Persephassa (1969), per 6 percussionisti
- Persepolis (1971), spettacolo di luci e suoni (nastro magnetico a otto canali)
- Polytope de Cluny (1972), spettacolo di luci e suoni (nastro magnetico a otto canali)
- Cendrées (1973), per coro misto di 72 (o 36) coristi (su fonemi di Iannis Xenakis) e 73 strumenti
- Evryali (1973), per pianoforte
- Kyappes (1973), per aerofoni[3]
- Prototot (1973), per correggia in cuoio[3]
- N'Shima (1975), per 2 mezzosoprani (o contralti) e 5 strumenti
- Psappha (1976), per un percussionista
- Dmaathen (1976), per oboe e percussioni
- Jonchaies (1977), per orchestra di 109 esecutori
- Pléïades (1978), per 6 percussionisti
- Pour Maurice (1982), per baritono e pianoforte
- Shaar (1983), per grande orchestra d'archi
- Horos (1986) per orchestra
- Jalons (1986), per 15 strumenti
- Keqrops (1986), per pianoforte e orchestra di 92 esecutori
- Kassandra (Oresteïa II) (1987), per voce di baritono amplificata (il baritono suona anche un salterio a 20 corde) e percussioni
- Ata (1987) per orchestra
- Rebonds (a + b) (1987-1989), per un percussionista
- La Déesse Athéna (Oresteïa III) (1992), per baritono e 11 strumenti
- Ergma (1994), per quartetto d'archi
- Sea-Change (1997), per orchestra di 88 esecutori
- O-Mega (1997), per percussioni e 13 strumenti